# El oro y el barro
El oro y el barro es una serie de televisión emitida durante el año 1991. Esta fue coproducida por Antena 3 de Televisión (España) y Reytel (Argentina), y escrita por Marcia Cerretani y Enrique Sdrech, según la novela homónima de Jorge Bellizzi.
La ficción fue protagonizada por Miguel Ángel Solá, Maru Valdivielso y Darío Grandinetti, mientras que sus coprotagonistas fueron Alicia Aller, Lola Baldrich, Susana Buen, Roberto de la Peña, Raúl Fraire, Luis Luque, Carola Reyna, Conrado San Martín y Juan Vitali. También, contó con las actuaciones especiales de Norberto Díaz y los primeros actores Perla Santalla, Lola Lemos, Aldo Barbero, Lita Soriano, Carlos Muñoz y Alfonso de Grazia. En 1992, el serial recibió el Premio Martín Fierro a la mejor telenovela.

## Trama
La telenovela está protagonizada por el pintor Sergio Castellini (Miguel Ángel Solá), un psicópata que lleva una doble vida. Casado con la joven española Pilar (Susana Buen), se obsesiona con una de sus hermanas menores, Mariana (Maru Valdivielso). Por ello, planea asesinar a su mujer y raptar a su cuñada, además de intentar arruinar la vida del novio de esta, un joven profesor (Darío Grandinetti).
Cabe destacar que las hermanas son nietas de un fascista gallego que sufre por el amor de su hija con un republicano. Así, con el comienzo de la Guerra Civil Española, estas se habían visto obligadas a viajar a Argentina, buscarían desesperadamente a su madre María Belén (Perla Santalla), amnésica a raíz de un accidente hace años. No sabían que estaba muy cerca, en la casa del novio de Mariana.

## Reparto
- Miguel Ángel Solá como Sergio Castellini.
- Darío Grandinetti como Raúl Ledesma.
- Maru Valdivielso como Mariana Benítez.
- Lola Baldrich como Lolita Benítez.
- Luis Luque como Polaco.
- Alfonso de Grazia como Diego.
- Alicia Aller como Alicia.
- Susana Buen como Pilar Benítez.
- Aldo Barbero como Floreal.
- Carlos Muñoz como Rector Rossi.
- Conrado San Martín como don Lucas de Madariaga.
- Juan Vitali como Soriano.
- Lita Soriano como Hermana Dionisia.
- Carola Reyna como Patricia.
- Perla Santalla como María Belén "Mariabe" de Madariaga.
- Edward Nutkiewicz como Sting.
- Osvaldo Santoro como Antonio.
- Norberto Díaz como Néstor Arce
- Roberto Carnaghi como el policía.
- Marisel Antonione
- Ingrid Pelicori como amiga de Pilar.

## Premios y nominaciones
| Año  | Premios               | Categoría                       | Nominados         | Resultado |
| ---- | --------------------- | ------------------------------- | ----------------- | --------- |
| 1992 | Premios Martín Fierro | Mejor telenovela/ficción diaria | El oro y el barro | Ganadora  |